# Bairak, Dîkanka
Bairak (în ucraineană Байрак) este localitatea de reședință a comunei Bairak din raionul Dîkanka, regiunea Poltava, Ucraina.

## Demografie
Componența lingvistică a localității Bairak
     Ucraineană (94,5%)
     Rusă (3,21%)
     Alte limbi (0,23%)
Conform recensământului din 2001, majoritatea populației localității Bairak era vorbitoare de ucraineană (94,5%), existând în minoritate și vorbitori de rusă (3,21%).